# るなティックワード
「るなティックワード」は、春奈るなの初めての配信限定シングルとして発表され、2014年5月2日にSME Recordsから各配信サイトで配信された。

## 概要
春奈るなの初めての配信限定シングルとして発表された。当初の販売形態は電子配信のみで、春奈るなモバイルファンクラブ『るなティックプラネット』のテーマソングである。その後、アルバムCandy Lipsにも収録されている。
「るなティックワード」は2014年3月23日に東京・TSUTAYA O-EASTにて開催されたワンマンライブ「春奈るなライブ2014-SPRING-」のアンコールで初披露された。「これからも いつまでも 一緒だよ ありがとう」という歌詞が印象的なこの曲は春奈のモバイルファンクラブ『るなティックプラネット』のテーマソングとして制作されたもので、彼女自身が作詞を手がけている。

## 収録曲
1. るなティックワード [4:38]
作詞：春奈るな、安永龍平　作曲・編曲：安永龍平
  - 春奈るなモバイルファンクラブ『るなティックプラネット』のテーマソング